# 241192 Pulyny
241192 Pulyny è un asteroide della fascia principale. Scoperto nel 2007, presenta un'orbita caratterizzata da un semiasse maggiore pari a 2,4255305 UA e da un'eccentricità di 0,1278643, inclinata di 6,36265° rispetto all'eclittica.